# Lusseray
Lusseray ist eine französische Gemeinde mit 175 Einwohnern (Stand: 1. Januar 2022) im Département Deux-Sèvres in der Region Nouvelle-Aquitaine (vor 2016 Poitou-Charentes). Sie gehört zum Arrondissement Niort und zum Kanton Mignon-et-Boutonne.

## Geographie
Lusseray liegt etwa 40 Kilometer südöstlich von Niort. Umgeben wird Lusseray von den Nachbargemeinden Paizay-le-Tort im Westen und Norden, Tillou im Nordosten, Luché-sur-Brioux im Osten, Chérigné im Süden und Südwesten sowie Brioux-sur-Boutonne im Südwesten und Westen.

## Bevölkerungsentwicklung
| Jahr                       | 1962 | 1968 | 1975 | 1982 | 1990 | 1999 | 2006 | 2019 |
| Einwohner                  | 271  | 242  | 199  | 182  | 180  | 165  | 170  | 164  |
| Quellen: Cassini und INSEE |      |      |      |      |      |      |      |      |

## Sehenswürdigkeiten

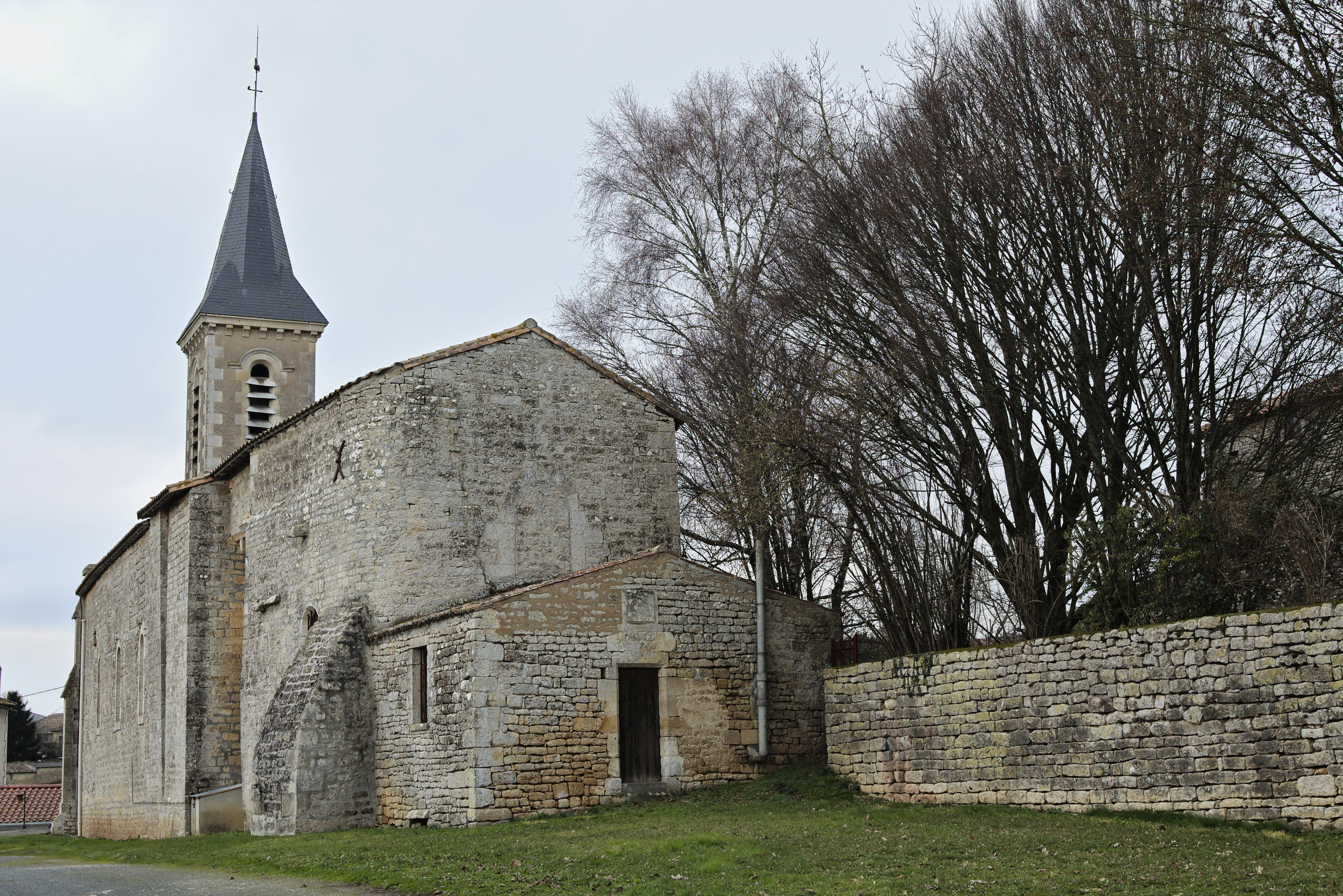
Kirche Saint-Hilaire

- Kirche Saint-Hilaire